# Louis Pierre Vallain
Louis Pierre Vallain est un maître écrivain et expert juré en écritures, actif dans la seconde moitié du XVIIIe siècle.

## Biographie
Il était fils d'un contrôleur général des Postes. Il fut reçu maître en la Communauté des maîtres écrivains jurés le 3 décembre 1744 et enseigna l'écriture au prince de Condé. Il est membre du Bureau académique d'écriture depuis sa création en 1779, ayant alors son bureau rue Thibotodé, et jusqu'en 1789 au moins ; il publia en 1781 une contribution dans les mémoires de cette société.
Il mourut à Paris, le 7 ventose an VII (25 février 1799).

## Œuvres

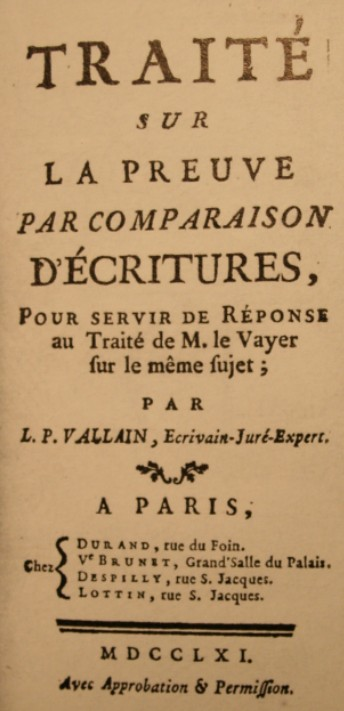
Page de titre du traité de L. P. Vallain (Paris, 1761).

- D'après Paillasson, il aurait publié quelques pièces, gravées par Oger.
- Lettres à M. de *** sur l'art d'écrire, où l'on fait voir les divers inconvéniens d'une écriture trop négligée et où il est traité de plusieurs objets relatifs à cet art... Paris : A.-M.Lottin, 1760. 12°, 168 p. (Paris BNF). Un compte rendu de cet ouvrage par C. Mercier se trouve dans les Mémoires de la Société libre d'institution de Paris 2 (An VII), p. 17-24 (Paris BNF : 8-R-13676)
- Traité sur la preuve par comparaison d'écritures, pour servir de réponse au Traité de M. le Vayer sur le même sujet. Paris : Durand, Vve Brunet, Despilly, Lottin, 1761. 12°, xii-226 p. (Paris BNF, Chicago NL). Cat. Jammes n° 62.

L'ouvrage de Roland Le Vayer de Boutigny dont il est question au titre datait de 1666 et fut réédité en 1704. Vallain y discute les implications juridiques des vérifications d'écritures.